# Міста В'єтнаму
Міста В'єтнаму (в'єт. Thành phố Việt Nam) — це (станом на 2013 рік) 5 великих міст центрального підпорядкування (в'єт. Thành phố trực thuộc Trung ương), що мають такий статус, як у провінцій та 60 міст провінційного підпорядкування (в'єт. Thành phố trực thuộc tỉnh). 
Окремий статус мають адміністративні одиниці першого порядку (в'єт. thị xã) та невеликі міські громади-комуни (в'єт. thị trấn). 
На території країні також є давні міста, які розташовані на території інших адміністративних одиниць та не мають власного адміністративного статусу. 

## Міста центрального підпорядкування
- Ханой — столиця.
- Хошимін
- Дананг
- Кантхо
- Хайфон

## Міста провінційного підпорядкування

### Міста — адміністративні центри провінцій
1. Б'єнхоа
2. Бакзянг
3. Бакліеу
4. Бакнін
5. Бенче
6. Буонматхуот
7. В'єтчі
8. Вінь
9. Віньйєн
10. Віньлонг
11. Вітхань
12. Вунгтау
13. Далат
14. Донгха
15. Донгхой
16. Дьєнб'єнфу
17. Єнбай
18. Камау
19. Каобанг
20. Каолань
21. Контум
22. Куангнгай
23. Куїньон
24. Лангшон
25. Лаокай
26. Лонгсюєн
27. Мітхо
28. Намдін
29. Ніньбінь
30. Нячанг
31. Плейку
32. Ратьзя
33. Тамкі
34. Танан
35. Туєнгкуанг
36. Туйхоа
37. Тхайбінь
38. Тхайнгуєн
39. Тханьхоа
40. Тхузаумот
41. Фанранг-Тхаптям
42. Фантх'єт
43. Фулі
44. Хазянг
45. Хайзионг
46. Халонг
47. Хоабінь
48. Хатінь
49. Хингйен
50. Хюе
51. Чавінь
52. Шокчанг
53. Шонла

### Міста в провінціях
1. Баолок
2. Баріа
3. Камрань
4. Камфа
5. Монгкай
6. Тяудок
7. Уонгбі
8. Хоян

## Адміністративні одиниці першого порядку

### Адміністративні центри провінцій
1. Баккан
2. Донгсоай
3. Зянгіа
4. Лаутяу
5. Тейнінь

### Адміністративні одиниці першого порядку в провінціях
1. Анкхе
2. Анньон
3. Аюнпа
4. Бімшон
5. Біньлонг
6. Біньмінь
7. Буонхо
8. Віньтяу
9. Зіан
10. Киало
11. Куангйен
12. Куангчі
13. Лазі
14. Лонгкхань
15. Мионглай
16. Нгабай
17. Нгіало
18. Тамдьеп
19. Тантяу
20. Тишон
21. Тхайхоа
22. Тхуанан
23. Фиоклонг
24. Фукйен
25. Футхо
26. Хатьен
27. Хионгтхюі
28. Хионгча
29. Хонггай
30. Хонгнги
31. Шадек (В'єтнам)
32. Шамшон
33. Шонгконг